# یس‌هایم
جسهایم (به لاتین: Jessheim) یک منطقهٔ مسکونی در نروژ است که در اولنساکر واقع شده‌است. جسهایم ۷٫۵۲ کیلومتر مربع مساحت و ۱۷٬۶۸۷ نفر جمعیت دارد.